# Lukas Windfeder
Pour les articles homonymes, voir Windfeder.
Lukas Windfeder né le 11 mai 1995, est un joueur de hockey sur gazon allemand qui joue en tant que défenseur pour Uhlenhorst Mülheim et l'équipe nationale d'Allemagne.

## Vie personnelle
Windfeder est né à Mülheim, en Allemagne et joue au HTC Uhlenhorst Mülheim. Il a également une sœur, Katharina, qui a représenté l'Allemagne féminine en salle.

## Carrière

### Équipe nationale des moins de 21 ans
Windfeder a représenté l'équipe nationale junior à plusieurs reprises, accumulant 23 sélections pour l'équipe et remportant également deux médailles à la Coupe du monde des moins de 21 ans.

### Équipe nationale première
Windfeder a fait ses débuts dans l'équipe nationale senior en 2014, lors d'une série de tests contre l'Afrique du Sud. Depuis ses débuts, il fait régulièrement partie de l'équipe allemande. En 2018, il a été nommé dans l'équipe Allemagne pour la Coupe du monde de hockey sur gazon à Bhubaneswar, en Inde. Le 28 mai 2021, il a été nommé dans l'équipe pour l'Euro 2021 et les Jeux olympiques d'été de 2020. Il a marqué deux buts dans le tournoi alors qu'ils remportaient la médaille d'argent après avoir perdu la finale contre les Pays-Bas après une séance de tirs au but.